# Осиня
Осиня (серб. Осиња / Osinja) — населенный пункт (деревня) в общине Дервента, который принадлежит энтитету Республике Сербской, Босния и Герцеговина. По результатам югославской переписи населения 1991 года в Осине проживало 1890 человек.

## География
Осиня расположена на склонах горы Крньин, между рекой Усора и рекой Босна на юге и рекой Укрина на западе. На северном направлении (к Дервенте) есть низкие холмы — отроги Крньина. Деревня практических находится на низких холмах с широкими долинами, реками и ручьями. Между Осиней и центром общины — Дервентой — 25 километров, проложена асфальтовая дорога.
Осиня находится в треугольнике между городами Дервента, Добой и Прнявор. Население зачастую работает в городах.

## Население
В населении деревни преобладают сербы. Во время переписей 1948 и 1953 года Осиня была центром одноимённой общины.
| 1948                           | 1953 | 1961 | 1971 | 1981 | 1991 | - |
| ------------------------------ | ---- | ---- | ---- | ---- | ---- | - |
| 4536                           | 6113 | 1956 | 2041 | 2063 | 1890 | - |
| Гистограмма динамики населения |      |      |      |      |      |   |

### Национальный состав
1971 год:
- Сербы — 2009 человек (98,43 %)
- Хорваты — 4 человека (0,19 %)
- Югославы — 19 человек (0,93 %)
- Мусульмане — 2 человека (0,00 %)
- Другие — 7 человек (0,34 %)

1981 год:
- Сербы — 2027 человек (98,25 %)
- Хорваты — 10 человек (0,48 %)
- Югославы — 18 человек (0,87 %)
- Мусульмане — 1 человек (0,04 %)
- Другие — 7 человек (0,33 %)

1991 год:
- Сербы — 1853 человека (98,04 %)
- Хорваты — 3 человека (0,15 %)
- Югославы — 30 человек (1,58 %)
- Мусульмане — 0 человек (0,00 %)
- Другие — 4 человека (0,21 %)

## Знаменитые уроженцы
- Слободан Чустич[серб.] — сербский актёр
- Драган Джурич[серб.] — президент футбольного клуба «Партизан» (Белград)